# Chenôves
Pour les articles homonymes, voir Chenôve (homonymie).
Chenôves est une commune française située dans le département de Saône-et-Loire, en région Bourgogne-Franche-Comté.

## Géographie

### Climat
Pour des articles plus généraux, voir Climat de la Bourgogne-Franche-Comté et Climat de Saône-et-Loire.
En 2010, le climat de la commune est de type climat océanique dégradé des plaines du Centre et du Nord, selon une étude du Centre national de la recherche scientifique s'appuyant sur une série de données couvrant la période 1971-2000. En 2020, Météo-France publie une typologie des climats de la France métropolitaine dans laquelle la commune est dans une zone de transition entre le climat océanique altéré et le climat océanique altéré et est dans la région climatique Bourgogne, vallée de la Saône, caractérisée par un bon ensoleillement (1 900 h/an), un été chaud (18,5 °C), un air sec au printemps et en été et des vents faibles.
Pour la période 1971-2000, la température annuelle moyenne est de 10,8 °C, avec une amplitude thermique annuelle de 17,4 °C. Le cumul annuel moyen de précipitations est de 868 mm, avec 11,1 jours de précipitations en janvier et 7,2 jours en juillet. Pour la période 1991-2020, la température moyenne annuelle observée sur la station météorologique de Météo-France la plus proche, « Mt-Saint-Vincent », sur la commune de Mont-Saint-Vincent à 16 km à vol d'oiseau, est de 10,4 °C et le cumul annuel moyen de précipitations est de 891,2 mm. 
La température maximale relevée sur cette station est de 37,6 °C, atteinte le 12 août 2003 ; la température minimale est de −21,1 °C, atteinte le 10 février 1956,,.
Les paramètres climatiques de la commune ont été estimés pour le milieu du siècle (2041-2070) selon différents scénarios d'émission de gaz à effet de serre à partir des nouvelles projections climatiques de référence DRIAS-2020. Ils sont consultables sur un site dédié publié par Météo-France en novembre 2022.

## Urbanisme

### Typologie
Au 1er janvier 2024, Chenôves est catégorisée commune rurale à habitat dispersé, selon la nouvelle grille communale de densité à sept niveaux définie par l'Insee en 2022.
Elle est située hors unité urbaine. Par ailleurs la commune fait partie de l'aire d'attraction de Chalon-sur-Saône, dont elle est une commune de la couronne,. Cette aire, qui regroupe 109 communes, est catégorisée dans les aires de 50 000 à moins de 200 000 habitants,.

### Occupation des sols
L'occupation des sols de la commune, telle qu'elle ressort de la base de données européenne d’occupation biophysique des sols Corine Land Cover (CLC), est marquée par l'importance des territoires agricoles (76,2 % en 2018), en diminution par rapport à 1990 (78,6 %). La répartition détaillée en 2018 est la suivante : zones agricoles hétérogènes (30,8 %), prairies (28,4 %), forêts (21,2 %), cultures permanentes (17,1 %), zones urbanisées (2,6 %). L'évolution de l’occupation des sols de la commune et de ses infrastructures peut être observée sur les différentes représentations cartographiques du territoire : la carte de Cassini (XVIIIe siècle), la carte d'état-major (1820-1866) et les cartes ou photos aériennes de l'IGN pour la période actuelle (1950 à aujourd'hui).

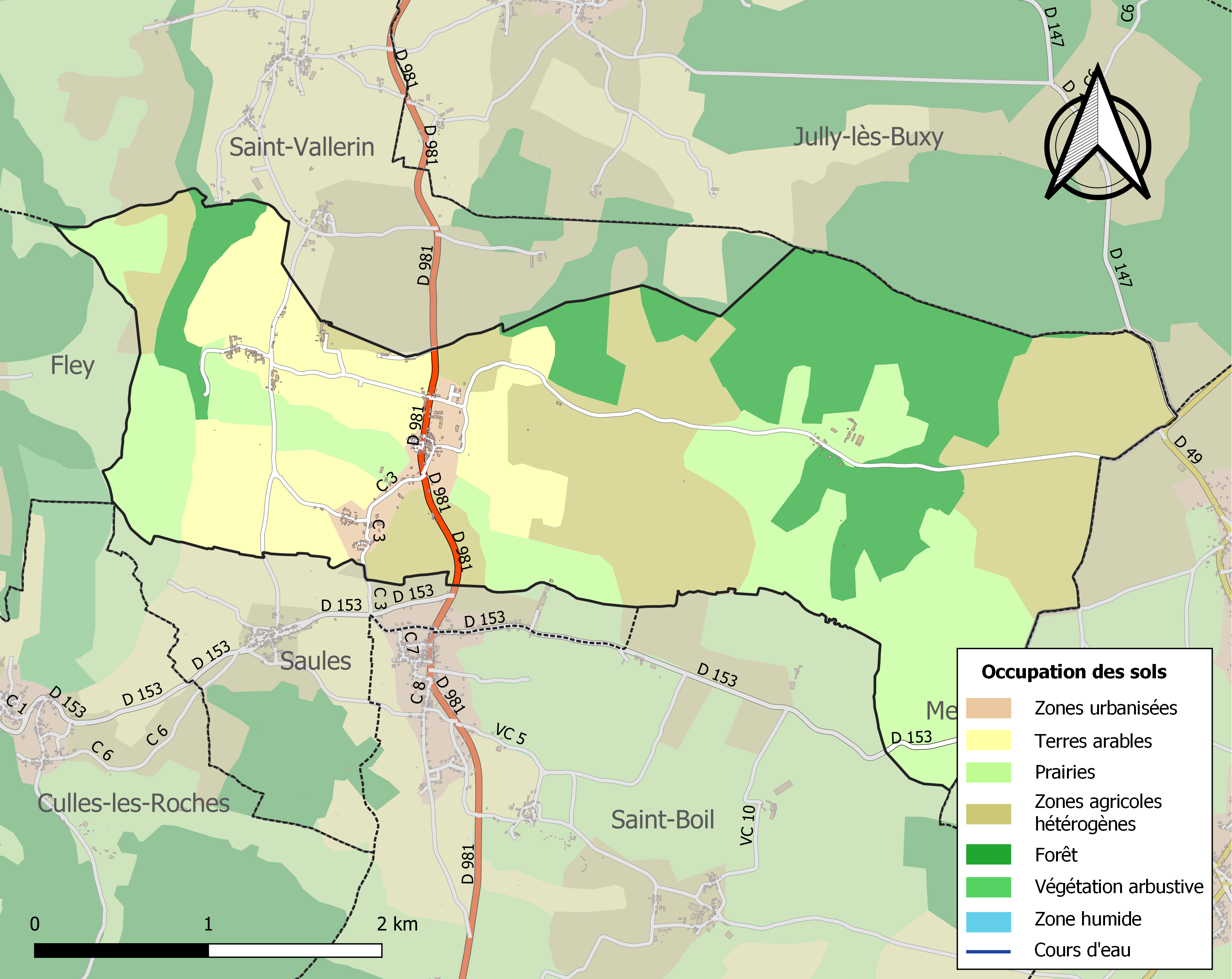
Carte des infrastructures et de l'occupation des sols de la commune en 2018 (CLC).

## Histoire
En 1164, le pape Alexandre III, alors réfugié en France, confirme par une bulle, le bénéfice de la cure à l'abbaye de Saint-Martin d'Autun. En 1232, un accord intervient entre le comte Jean de Châlon et l'abbaye de Saint-Martin d'Autun au sujet de la juridiction de Bragny et de Chenôves.
Vers 1500, le prieur de Bragny, adresse une lettre à Tristan de Salazar, abbé commendataire de l'abbaye de Saint-Martin d'Autun, pour lui faire part que l'on ne doit pas révoquer l'affranchissement des habitants de Chenôves qu'fut fait contre 300 escus.

## Politique et administration

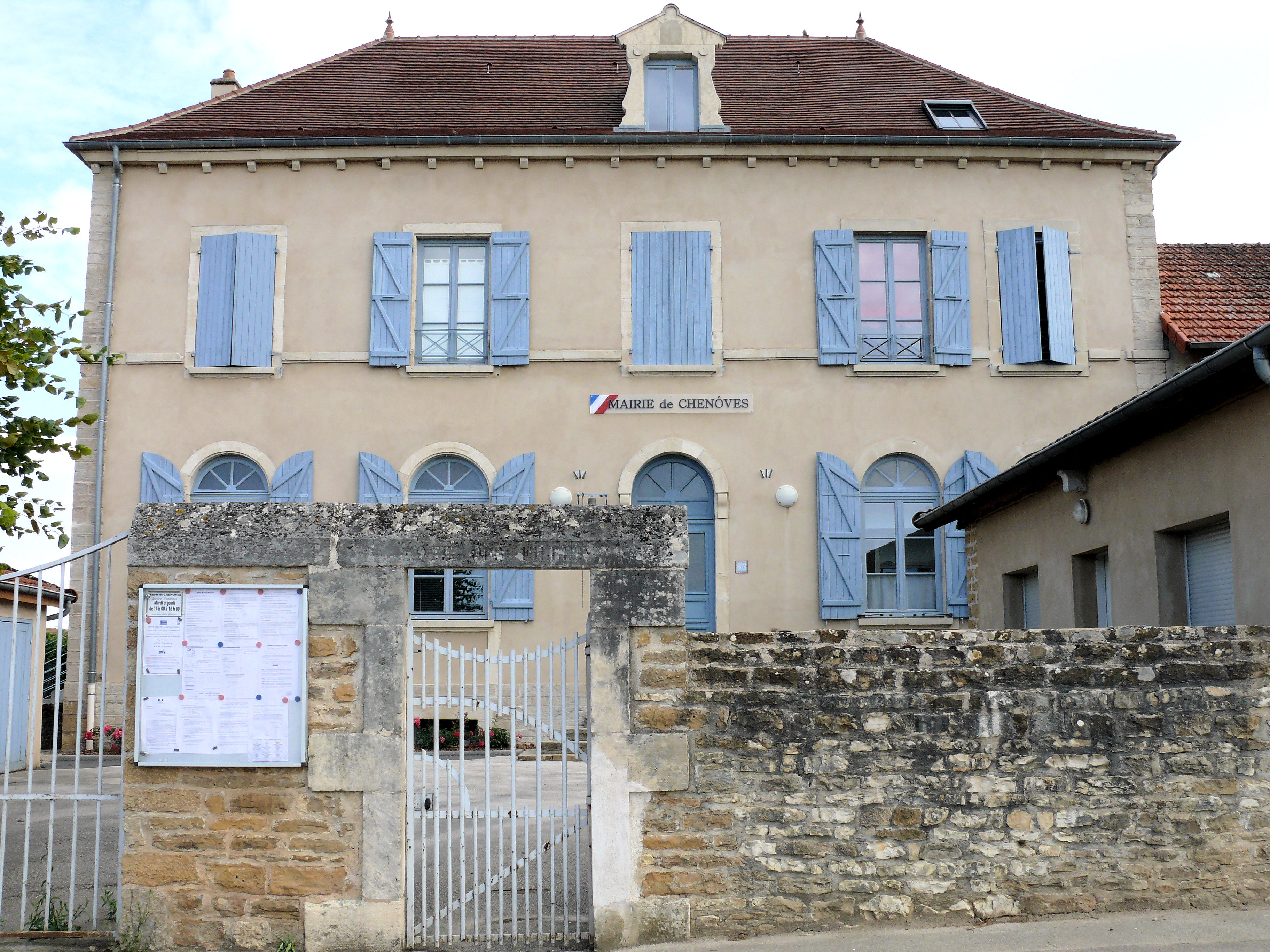
Mairie.

| Période                                  | Période  | Identité                           | Étiquette | Qualité |
| ---------------------------------------- | -------- | ---------------------------------- | --------- | --- |
| ?                                        | ?        | Jean Balland-Brugneaux (1880-1966) |           | Directeur de la sucrerie-raffinerie de Chalon-sur-Saône de 1932 à 1966 Nommé conseiller départemental en 1942 |
| mars 2001                                | en cours | Jean Gressard                      | DVD       | Retraité |
| Les données manquantes sont à compléter. |          |                                    |           | |

## Démographie

Les vignobles de la côte chalonnaise.

L'évolution du nombre d'habitants est connue à travers les recensements de la population effectués dans la commune depuis 1793. Pour les communes de moins de 10 000 habitants, une enquête de recensement portant sur toute la population est réalisée tous les cinq ans, les populations de référence des années intermédiaires étant quant à elles estimées par interpolation ou extrapolation. Pour la commune, le premier recensement exhaustif entrant dans le cadre du nouveau dispositif a été réalisé en 2007.

En 2022, la commune comptait 208 habitants, en évolution de +0,97 % par rapport à 2016 (Saône-et-Loire : −1,06 %, France hors Mayotte : +2,11 %).
| 1793 | 1800 | 1806 | 1821 | 1831 | 1836 | 1841 | 1846 | 1851 |
| ---- | ---- | ---- | ---- | ---- | ---- | ---- | ---- | ---- |
| 270  | 385  | 455  | 490  | 510  | 523  | 503  | 467  | 512  |

| 1856 | 1861 | 1866 | 1872 | 1876 | 1881 | 1886 | 1891 | 1896 |
| ---- | ---- | ---- | ---- | ---- | ---- | ---- | ---- | ---- |
| 514  | 506  | 525  | 506  | 527  | 510  | 493  | 462  | 472  |

| 1901 | 1906 | 1911 | 1921 | 1926 | 1931 | 1936 | 1946 | 1954 |
| ---- | ---- | ---- | ---- | ---- | ---- | ---- | ---- | ---- |
| 496  | 449  | 425  | 310  | 304  | 275  | 237  | 250  | 300  |

| 1962 | 1968 | 1975 | 1982 | 1990 | 1999 | 2006 | 2007 | 2012 |
| ---- | ---- | ---- | ---- | ---- | ---- | ---- | ---- | ---- |
| 242  | 224  | 183  | 178  | 194  | 203  | 215  | 218  | 210  |

| 2017 | 2022 | - | - | - | - | - | - | - |
| ---- | ---- | - | - | - | - | - | - | - |
| 208  | 208  | - | - | - | - | - | - | - |

## Culture locale et patrimoine

### Lieux et monuments
- L'église Saint-Blaise, à laquelle on accède par une pelouse bien entretenue, où un calvaire sur un socle est orné d'une statue de pierre de saint Blaise avec sa crosse d'évêque. L'église est dans un bon état de restauration et dégage une impression de raffinement, avec sa nef lambrissée, sa chaire, son confessionnal et ses parois vert d'eau[24].
- La croix de cimetière de Chenôves.
- Dans la chapelle funéraire du cimetière, translatée en 1869 : une statue du Christ aux liens, en pierre blanche, du XVIe siècle.
- Le château du Thil, ancien site médiéval, qui a été cédé en 1947 aux sœurs dominicaines missionnaires des campagnes (qui ont dû le quitter il y a quelques années).
- Le château de la Bouthière, propriété du XVIIe siècle, au milieu des vignes.
- L'ancien local incendie, restauré en 2015[25].

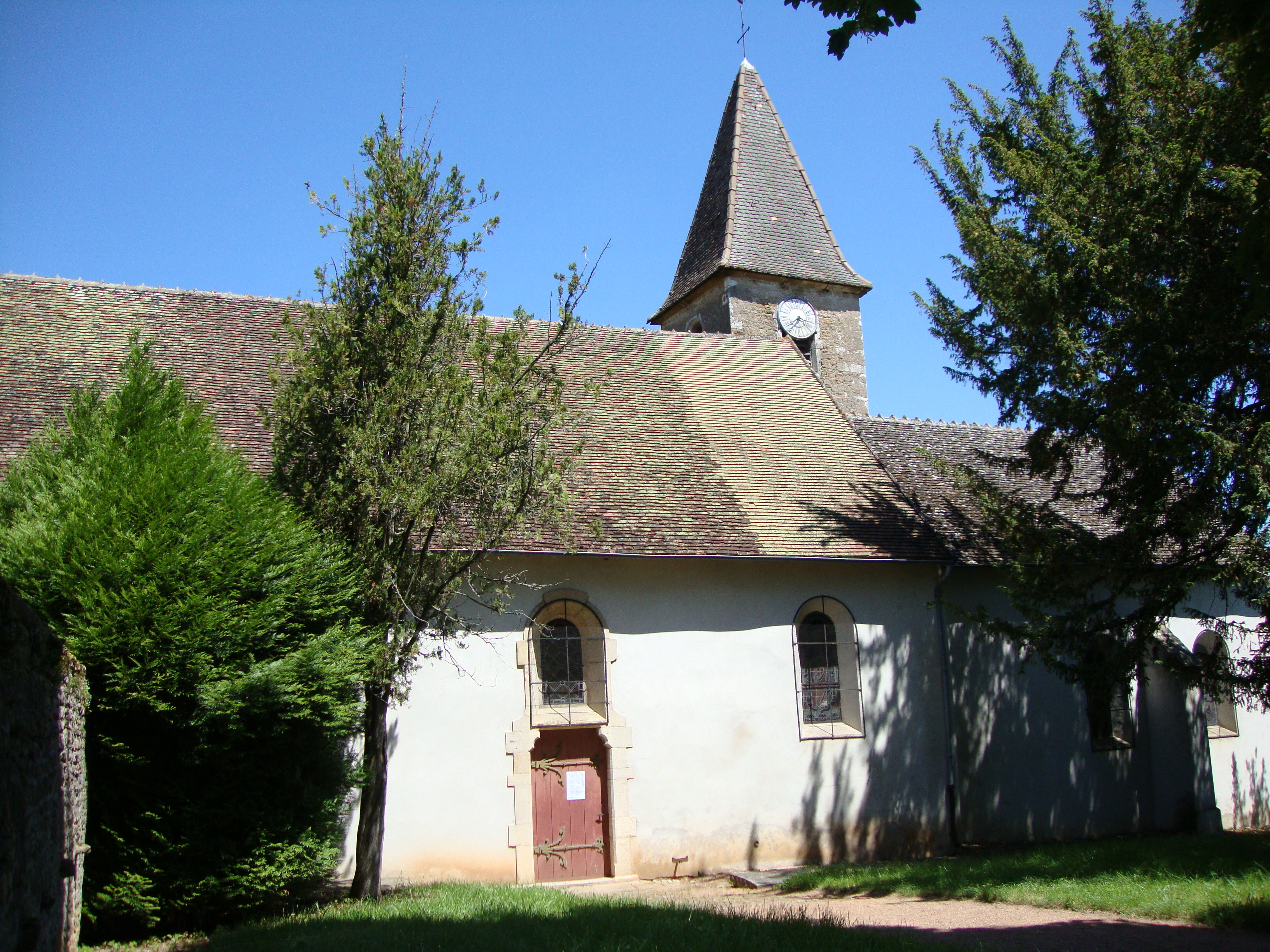
Église Saint-Blaise.
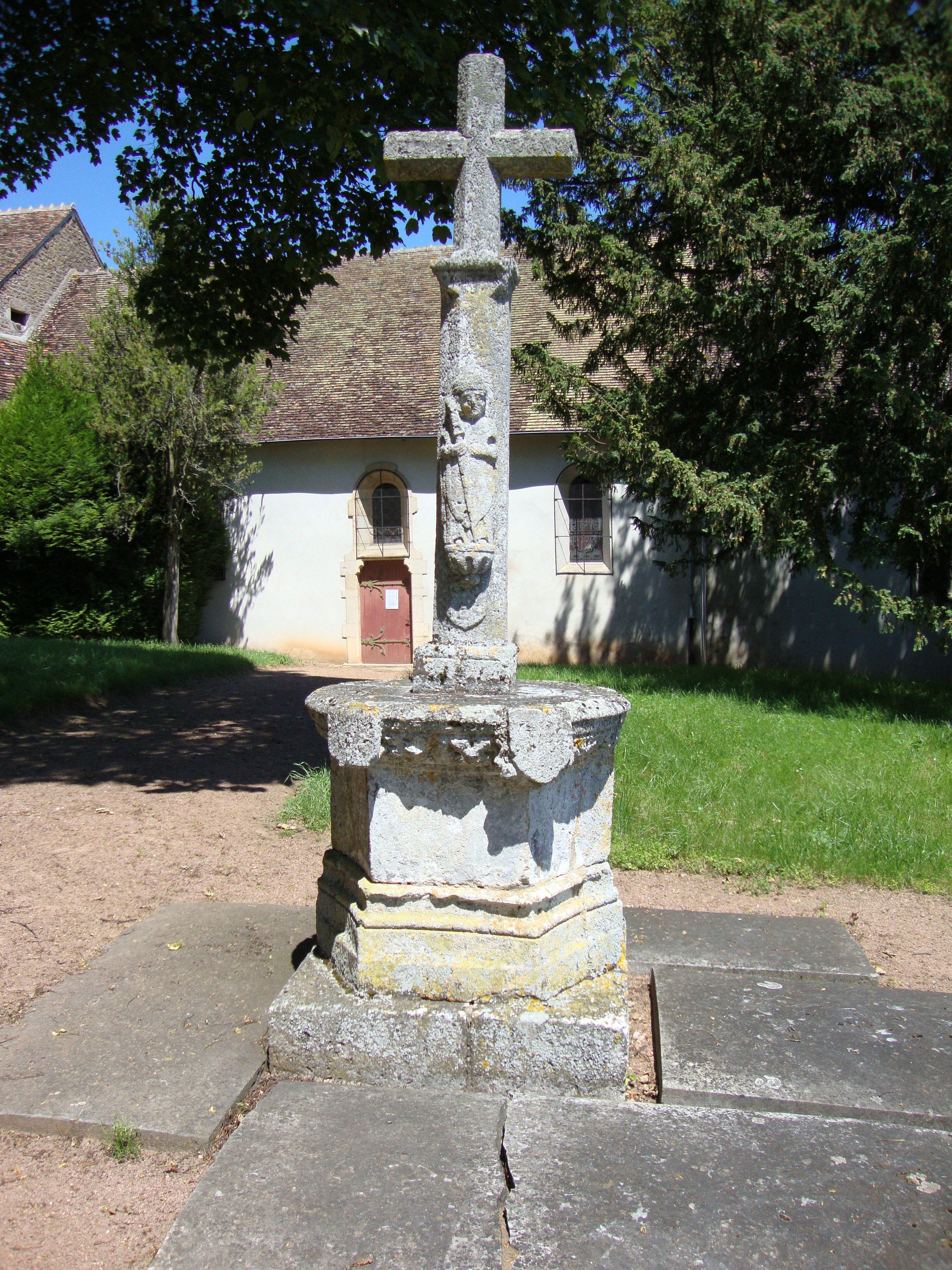
Calvaire.
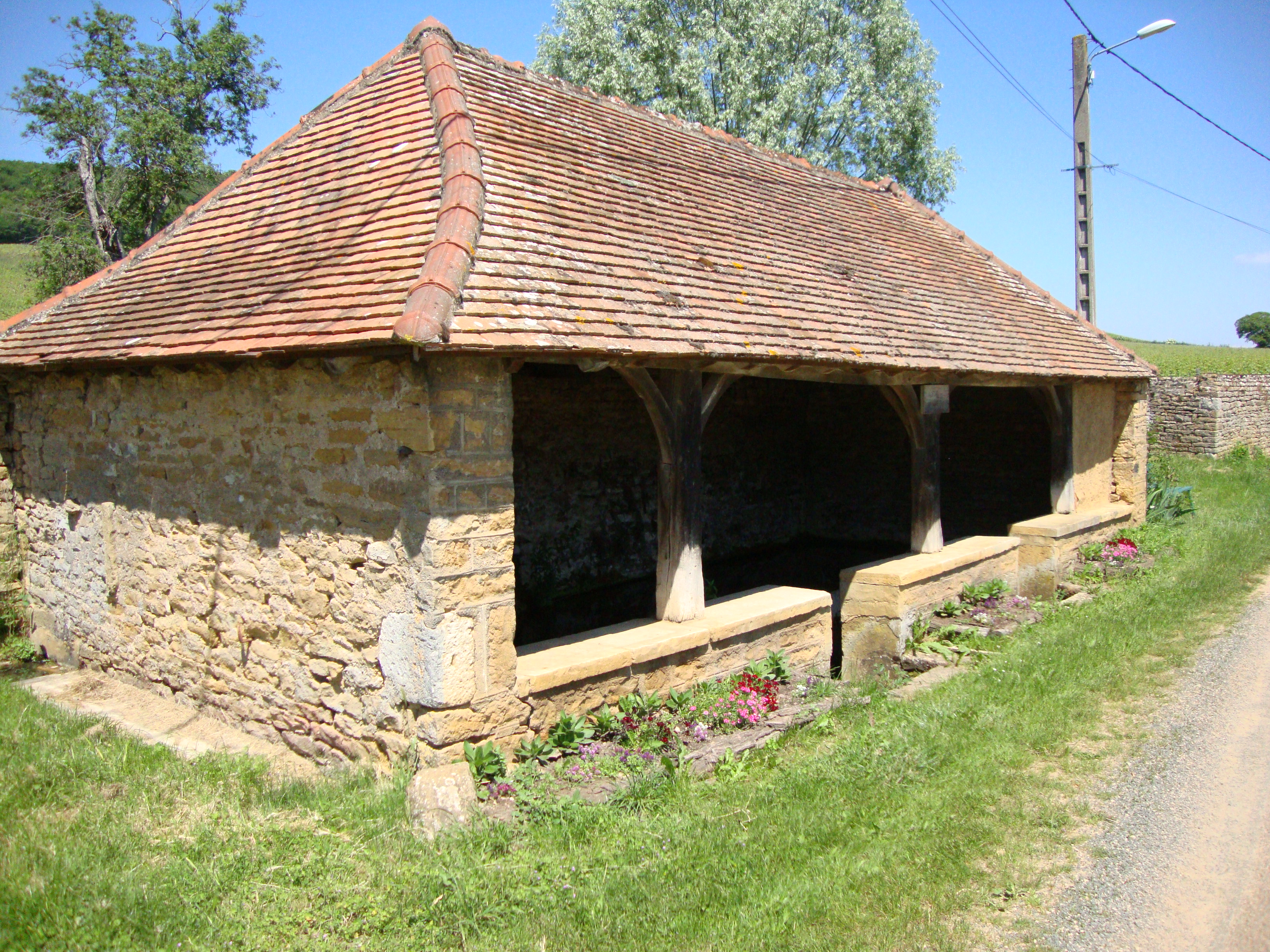
Lavoir, extérieur.
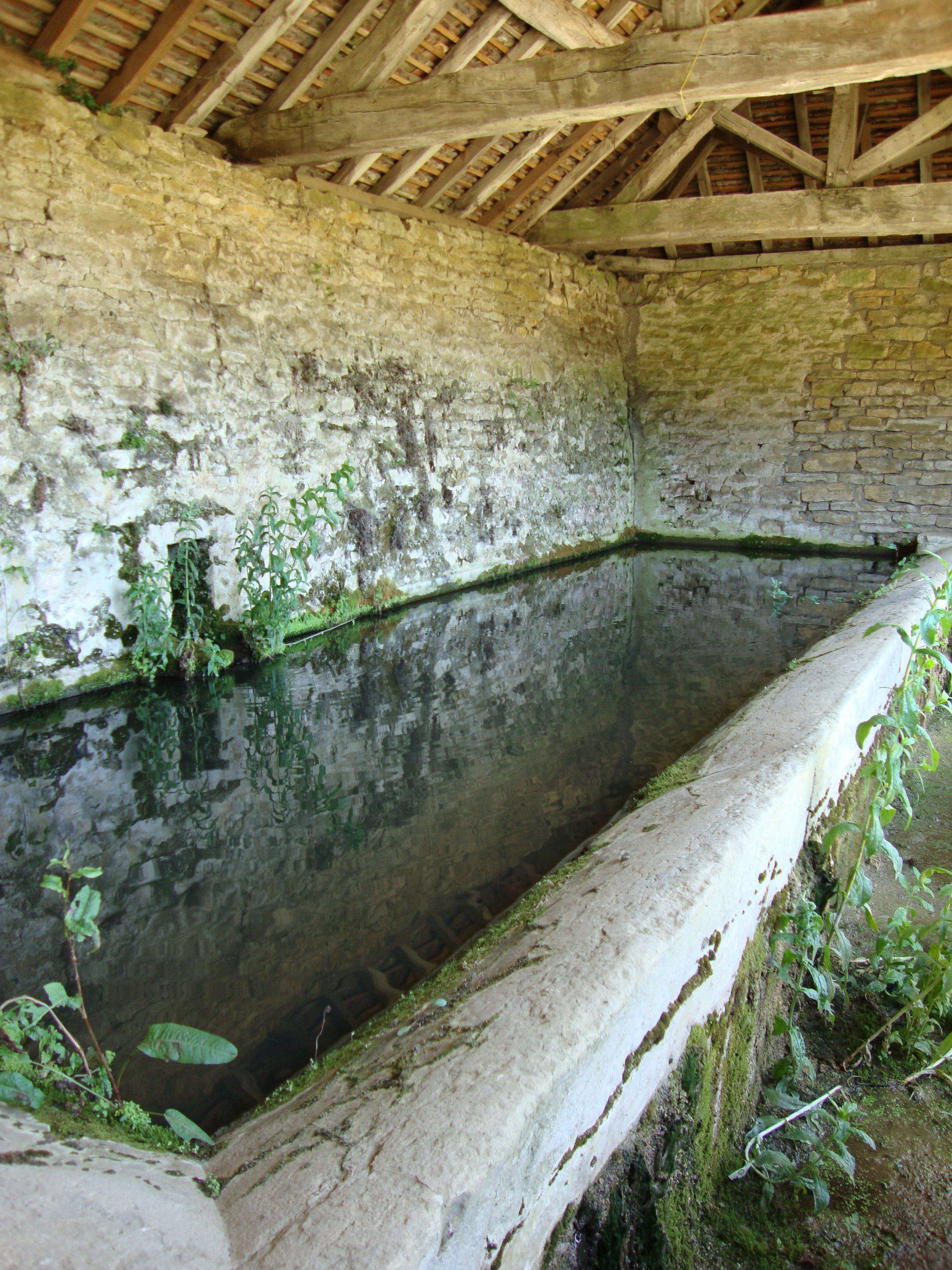
Lavoir, intérieur.

## Pour approfondir